# Васильевская (Раменское сельское поселение)
Васильевская — деревня в Сямженском районе Вологодской области у истока реки Яхреньга.
Входит в состав Раменского сельского поселения, с точки зрения административно-территориального деления — в Раменский сельсовет.
Расстояние по автодороге до районного центра Сямжи — 30 км, до центра муниципального образования Раменья — 20 км. Ближайшие населённые пункты — Ширега, Великий Двор.
По переписи 2002 года население — 17 человек.